# Projet Onondaga
Vous lisez un « bon article » labellisé en 2012.  Il fait partie d'un « bon thème ».

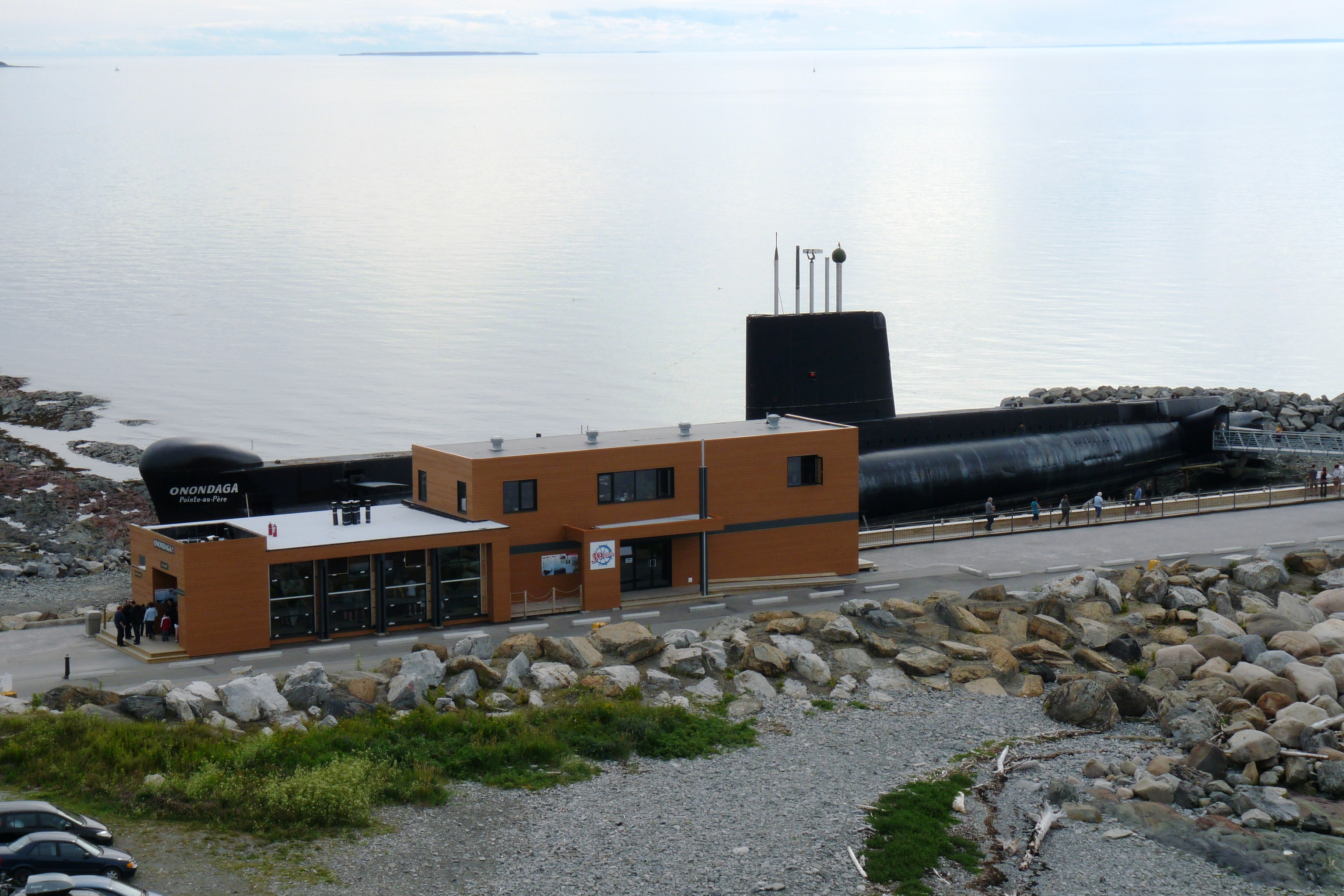
L’Onondaga et l'accueil en 2010.

Le projet Onondaga est un projet du Site historique maritime de la Pointe-au-Père (SHMP), un musée situé à Rimouski au Québec (Canada), pour convertir en navire musée le  NCSM Onondaga, un sous-marin de la Marine royale canadienne désarmé en juin 2000. Lancé par le Musée canadien de la guerre (MCG) d'Ottawa en 2000, le projet de conversion de l’Onondaga est abandonné par ce musée en 2002 par manque de financement. Le SHMP, qui s'intéresse à un projet de sous-marin musée depuis 2000, réalise une étude de faisabilité en 2003 démontrant le potentiel de rentabilité du projet et fait l'acquisition de l’Onondaga en 2005.
En 2006, le SHMP entreprend des démarches auprès des gouvernements pour financer le projet et répondre aux exigences environnementales. Il identifie aussi le site d'installation du sous-marin, parallèle au quai de Pointe-au-Père. Ce choix entraîne une augmentation des coûts d'installation forçant le musée à réduire le concept de l'exposition et à mettre au point une méthode de halage utilisant un rail pour réduire les coûts. Le SHMP obtient finalement l'appui financier des gouvernements au début de 2008.
Le remorquage du sous-marin de Halifax à Rimouski a lieu en juillet 2008 et est l'objet d'un documentaire de la série télévisée Ça bouge en grand !. L’Onondaga arrive à Rimouski le 17 juillet et doit être installer à Pointe-au-Père en profitant des grandes marées pour faciliter son halage. Cependant, le mauvais temps retarde l'opération jusqu'au 29 août. Le halage débute plutôt bien, mais tourne court le 31 août lorsque le sous-marin se renverse sur le côté. De nombreuses tentatives pour le redresser échouent et le SHMP décide de le ramener à Rimouski pour l'hiver. Le sous-marin est finalement redressé à la mi-octobre et son positionnement permet de reprendre le halage vers le lieu d'exposition. L'opération se poursuit jusqu'au 30 novembre lorsque le SHMP juge que l'emplacement atteint par le sous-marin est satifaisant même s'il n'a pas atteint le site prévu.
L'aménagement de l’Onondaga, réalisé avec un budget restreint, débute en janvier 2009 et consiste d'abord à ériger une digue de roche pour le protéger des marées et à nettoyer l'intérieur du submersible. Le système électrique du sous-marin est ensuite refait et les équipements électroniques remis en fonction. À partir d'avril, les travaux consistent à réaliser un audioguide, construire le bâtiment d'accueil et installer les passerelles d'accès. L'exposition, inaugurée le 13 juin 2009, est un succès en termes de fréquentation et permet au SHMP d'obtenir un « Grand prix du tourisme québécois » en 2010.
Depuis son ouverture au public en 2009, l'Onondaga est devenu un élément central du Site historique maritime de la Pointe-au-Père, offrant une expérience immersive unique pour découvrir la vie à bord d’un sous-marin et explorer l’histoire maritime. Aujourd’hui, il figure parmi les attractions touristiques les plus visitées de Rimouski, accueillant plus de 80 000 visiteurs chaque année.

## Le NCSMOnondaga

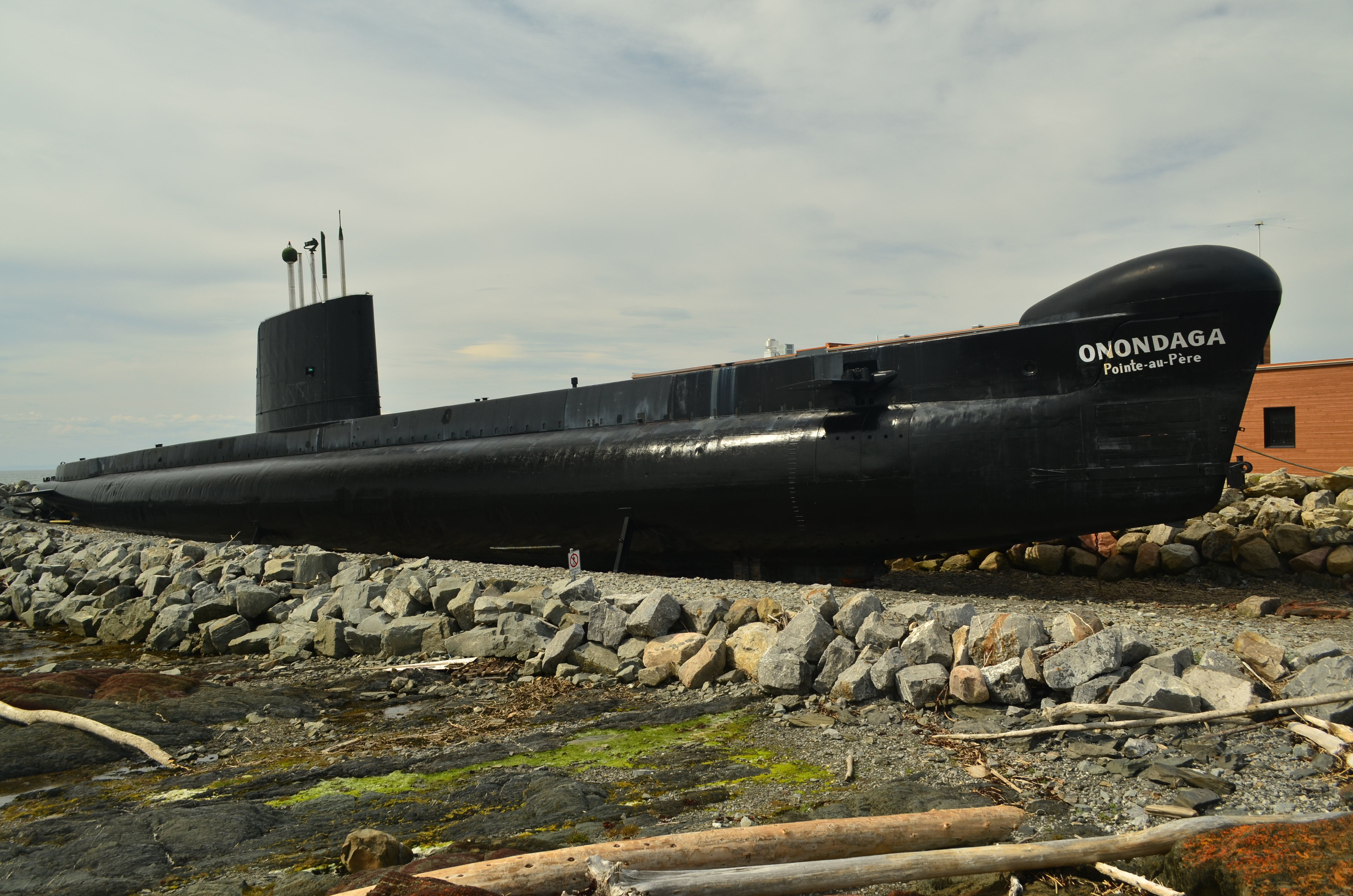
L’Onondaga sur son site d'exposition en 2013.

Le NCSM Onondaga (S73) est un ancien sous-marin de guerre de la Marine royale canadienne en service de 1967 à 2000. Acquis en 1963 dans le contexte de la guerre froide, il permet au Canada de se doter d'une flotte permanente de sous-marins pour défendre ses côtes contre les incursions soviétiques,. La Marine royale canadienne acquiert alors trois sous-marins conventionnels britanniques de la classe Oberon qui ont la réputation d’être les sous-marins non nucléaires les plus fiables et les plus silencieux en service,.
Construit en 1964-1965 dans les chantiers navals de la Chatham Dockyard au Royaume-Uni, l’Onondaga entre en service le 22 juin 1967. Ces dimensions sont de 90 mètres de longueur, 8 mètres de diamètre et son poids est de 1 400 tonnes. Sa propulsion est assurée par deux moteurs diesel-électriques. Il peut plonger à 170 mètres à une vitesse de 32,4 km/h et naviguer en surface à 22 km/h. Son armement se compose de quatorze torpilles Mark 48. L'équipage du sous-marin se compose de six officiers et de soixante-deux membres d'équipage.
Sa carrière militaire se déroule principalement dans l'Atlantique sous l'autorité des Forces maritimes de l'Atlantique (FMAR[A]) et son port d'attache est la base des Forces canadiennes (BFC) Halifax,. L’Onondaga participe à plusieurs opérations sous l'égide de l'OTAN. Il fait l’objet de travaux annuels d’entretien et a subi trois programmes majeurs de modernisation visant à améliorer son appareillage électronique et son armement. À la suite de l’acquisition des sous-marins de la classe Victoria en 1998, il est retiré du service en juillet 2000.

## Le projet du Musée canadien de la guerre

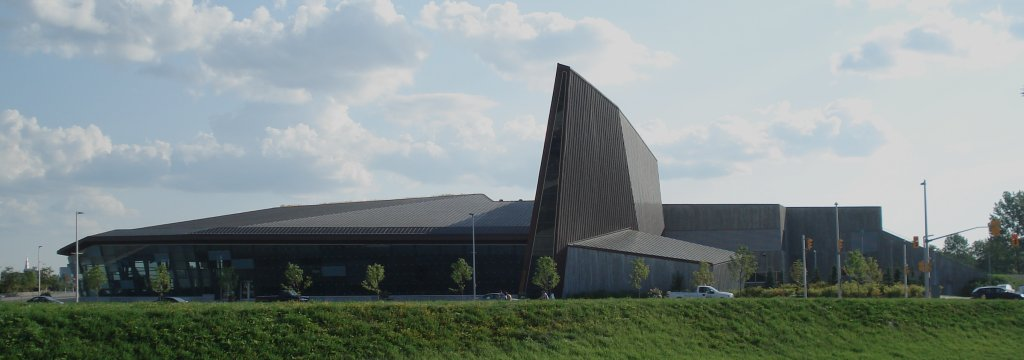
Le nouvel édifice du Musée canadien de la guerre en 2007.

Avant même que l’Onondaga ne soit retiré du service en juillet 2000, le Musée canadien de la guerre d'Ottawa caresse un projet d'exposition du sous-marin. Ce projet, qui vise à faire du sous-marin l'une des attractions majeures du musée, est annoncé en juin 2000 et jouit de l'appui de Jack Granatstein, directeur du MCG de 1998 à 2001,. Le projet se concrétise en juillet 2000 lorsque la Défense nationale du Canada fait don de l’Onondaga au musée. 
Le projet initial du MCG est de conserver le sous-marin en état de naviguer sur la rivière des Outaouais. En juillet 2000, le nouveau directeur du MCG, Joe Geurts, mentionne que le projet initial, jugé trop ambitieux, est abandonné. Les nouveaux plans prévoient désormais l'exposition du sous-marin à l'intérieur du musée dont l'ouverture doit avoir lieu en 2004. Le coût du projet de sous-marin musée est évalué à 10 millions de dollars canadiens et le coût total du nouveau musée à 80 millions de dollars.  
Les employés de la BFC Halifax effectuent d'abord quelques travaux consistant « au retrait de certains fluides dangereux et d'instruments jugés confidentiels ». Selon les plans du MCG, le sous-marin doit ensuite être découpé en quatre sections et transporté à Ottawa pour y être réassemblé. Toutefois, cette opération n'est pas réalisée immédiatement, le musée étant toujours à la recherche des 2 millions de dollars des coûts de transport du sous-marin. Après avoir obtenu un premier délai pour lui permettre de recueillir les fonds nécessaires en mai 2001, le MCG abandonne son projet en janvier 2002 en raison de l'impossibilité de trouver les fonds nécessaires et des difficultés techniques liées au transport du sous-marin à Ottawa,.

## Le projet du Site historique maritime de la Pointe-au-Père

### Les premières démarches et la faisabilité du projet
Le projet du SHMP de convertir en navire-musée un sous-marin désarmé par la Défense canadienne et de l'exposer à Pointe-au-Père naît d'un défi lancé en 2000 par un ami du musée à ces dirigeants. Le directeur du musée, Serge Guay, présente l'idée au conseil d'administration faisant valoir que ce projet permettrait au musée d'assurer sa pérennité en diversifiant ses expositions. En effet, en 2000, il y a déjà plus de vingt ans que le musée présente une exposition sur le thème de l'histoire de l’Empress of Ireland. L'idée plaît aux membres du conseil, mais ces derniers demandent à l'équipe de gestion d'effectuer d'autres recherches sur les implications du projet. 
L'équipe du SHMP connaît l'existence du projet du MCG, mais décide tout de même de contacter la Défense canadienne en décembre 2000 pour lui faire part de son intérêt d'acquérir un Oberon. L’Onondaga est l'Oberon canadien le plus intéressant à acquérir pour un musée, car il est maintenu en meilleur état que les autres Oberon ; des pièces étant retirées des autres sous-marins pour son entretien. L'acquisition de l’Onondaga est donc le choix que privilégie le SHMP et ses dirigeants croient possible de l'acquérir, car les difficultés financières du MCG sont connues.

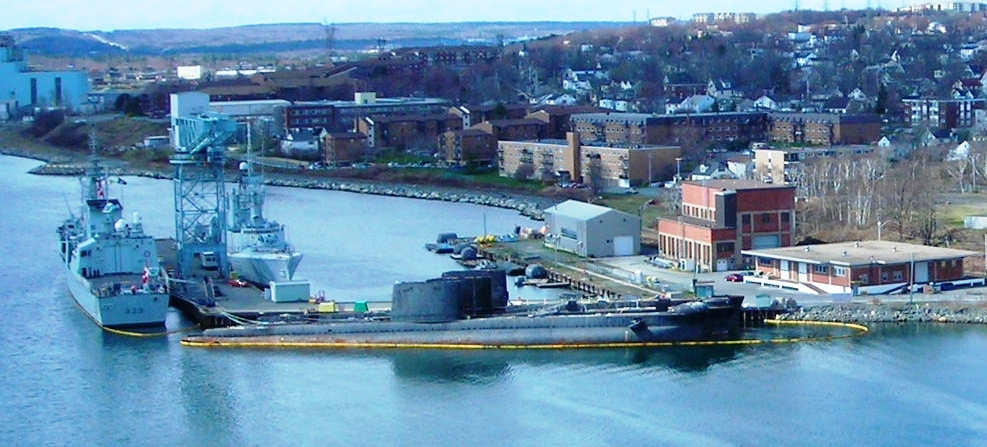
Trois sous-marins de la classe Oberon au quai de Halifax en 2010.

Au début de 2001, l'équipe du SHMP se rend à Halifax pour visiter l'un des sous-marins désarmés. L'équipe visite alors le NCSM Okanagan, car l’Onondaga appartient toujours au MCG. La visite s'avère déroutante pour l'équipe du SHMP, car ils doivent avancer dans un couloir étroit et un enchevêtrement de câbles, de valves, de tuyaux et de contrôles sur les murs et les plafonds. Elle est cependant déterminante pour la suite du projet, car c'est à travers leurs propres émotions que les membres du SHMP imaginent tout le potentiel de l'exposition du sous-marin auprès des futurs visiteurs.
De retour à Rimouski, les dirigeants du musée effectuent des recherches sur des expositions de sous-marins musée aux États-Unis dont la fréquentation varie entre 30 000 et 250 000 visiteurs et ils estiment que le potentiel du projet de Pointe-au-Père à 50 000 visiteurs, un nombre suffisant pour assurer sa viabilité financière.
Le meilleur site pour l'installation du sous-marin, selon le SHMP, se trouve derrière le pavillon Empress of Ireland ; les grandes marées de Pointe-au-Père ne permettant pas son installation à quai comme pour les autres sous-marins musées. Ce site implique de creuser une tranchée de 200 mètres depuis la plage en traversant une rue et s'avère finalement irréalisable. Le musée se penche aussi sur le concept de l'exposition, et envisage l'ajout d'un pavillon pour présenter la thématique de la bataille du Saint-Laurent qui a eu lieu entre 1942 et 1944. L'architecte Richard Goulet esquisse alors une maquette de ce nouveau pavillon dont les coûts de construction sont évalués à 2 millions de dollars.
En 2001, le SHMP apprend l'existence d'un autre projet de sous-marin musée à Montréal, la réalisation de ce dernier rendant le projet de Pointe-au-Père non viable économiquement. Cependant, le projet montréalais est abandonné et, en 2002, c'est le MCG qui abandonne le sien, conservant toutefois la propriété de l’Onondaga,. Un partenariat entre les deux musées est alors envisagé pour réaliser le projet.

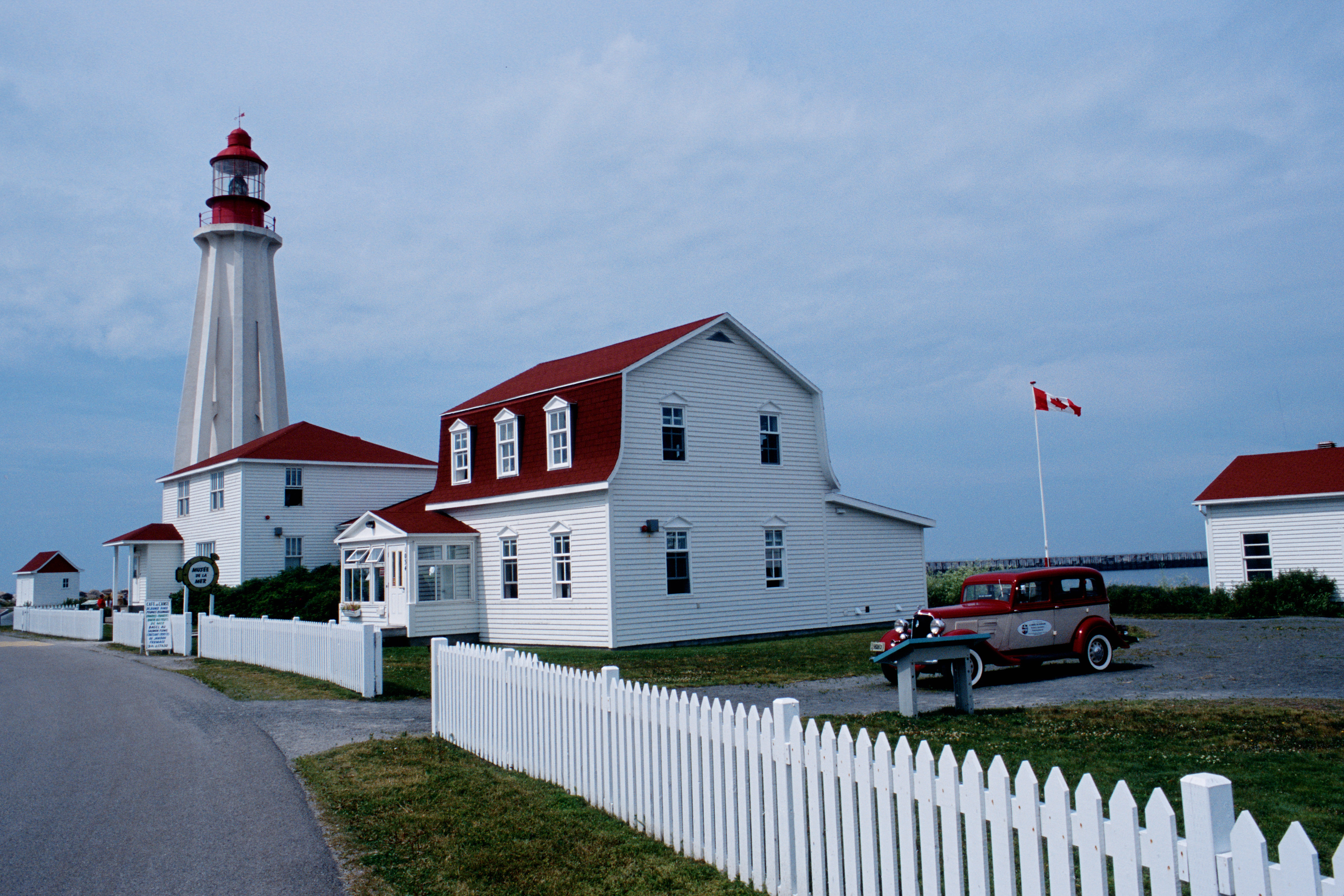
Les bâtiments patrimoniaux du lieu historique national du Canada du Phare-de-Pointe-au-Père.

Toujours en 2002, Parcs Canada, partenaire du SHMP pour l'interprétation du lieu historique national du Canada du Phare-de-Pointe-au-Père, manifeste des réticences face au projet de sous-marin musée considérant que l'intégrité du lieu historique national serait menacée. Les relations sont tendues entre les deux partenaires, mais l'opposition de Parcs Canada risque de faire dérailler le projet dont l'abandon est même considéré au printemps 2002. Trois autres sites pour l'installation du sous-marin sont alors proposés soit le quai de Rimouski-Est, une petite baie du côté ouest du pavillon Empress of Ireland et un site situé près du quai de Pointe-au-Père.
Au début de 2003, le SHMP effectue une étude de faisabilité pour évaluer la viabilité financière du projet, la firme Desjardins Marketing réalisant d'abord une étude de marché qui souligne que la fréquentation du musée pourrait doubler à 70 000 visiteurs à la suite de l'installation du sous-marin. Selon cette étude, le seuil de rentabilité du projet est atteint lorsque la fréquentation du musée est de 50 000 visiteurs, un niveau que les dirigeants du musée croient être en mesure de surpasser,.
L'étude mentionne aussi que l'aspect militaire du sous-marin ne jouerait qu'un rôle secondaire dans le concept d’interprétation et identifie le site du quai de Rimouski-Est comme le meilleur endroit pour l'implantation du sous-marin,. Cependant, ce site est rejeté par les autorités de la ville de Rimouski en décembre 2003, les activités industrielles qui ont lieu au quai étant difficilement compatibles avec des visites touristiques. Toujours fin 2003, le Musée canadien de la guerre abandonne tous ses droits sur le sous-marin.
Le second site identifié par le musée pour l'installation du sous-marin, la petite baie du côté ouest de Pointe-au-Père, implique de nombreuses contraintes techniques dont l'obligation de transporter le sous-marin sur une barge et de le faire glisser sur des rouleaux pour l'installer ainsi que des problématiques environnementales que le SHMP doit considérer. Finalement, une évaluation préliminaire, réalisée en 2004, indique que les coûts d'installation du sous-marin selon cette option sont trop élevés et seul l'emplacement près du quai demeure envisageable. Toujours en 2004, l'équipe du SHMP se rend en France pour visiter d'autres sous-marins musées dont le Flore et le Redoutable. C'est lors de ces visites que le concept d'interprétation et de visite avec audioguide est envisagé. Pendant l'automne, Donald Tremblay, un expert maritime associé au projet du SHMP, propose d'installer le sous-marin au sommet d'une petit monticule naturel situé à proximité du quai.
Au début de 2005, le SHMP présente le résultat de ces démarches au ministère de la Défense ainsi qu'aux médias et évalue alors les coûts de réalisation du projet à 2 millions de dollars,. Les dirigeants du SHMP mentionnent alors que la thématique de l'exposition vise à recréer auprès des visiteurs l'ambiance du sous-marin pendant sa carrière. Toutefois, le ministère de la Défense considère que les Oberon sont trop détériorés pour être remorqués et envisage de les vendre à la ferraille pour 50 000 dollars chacun. Le processus de vente doit être terminé avant la fin de 2005 et le ministère de la Défense indique aux dirigeants du SHMP que la qualité du projet proposé prime sur le montant offert par les acheteurs,.

### L'acquisition du sous-marin et le financement du projet
Finalement, le SHMP fait l'acquisition du NCSM Onondaga en octobre 2005 pour un montant symbolique de quatre dollars,. Le mois suivant, les dirigeants du SHMP accompagnés par le chef d'état-major adjoint de la Marine royale canadienne, Laurence Hickey, présentent le projet à la population lors d'une conférence de presse.

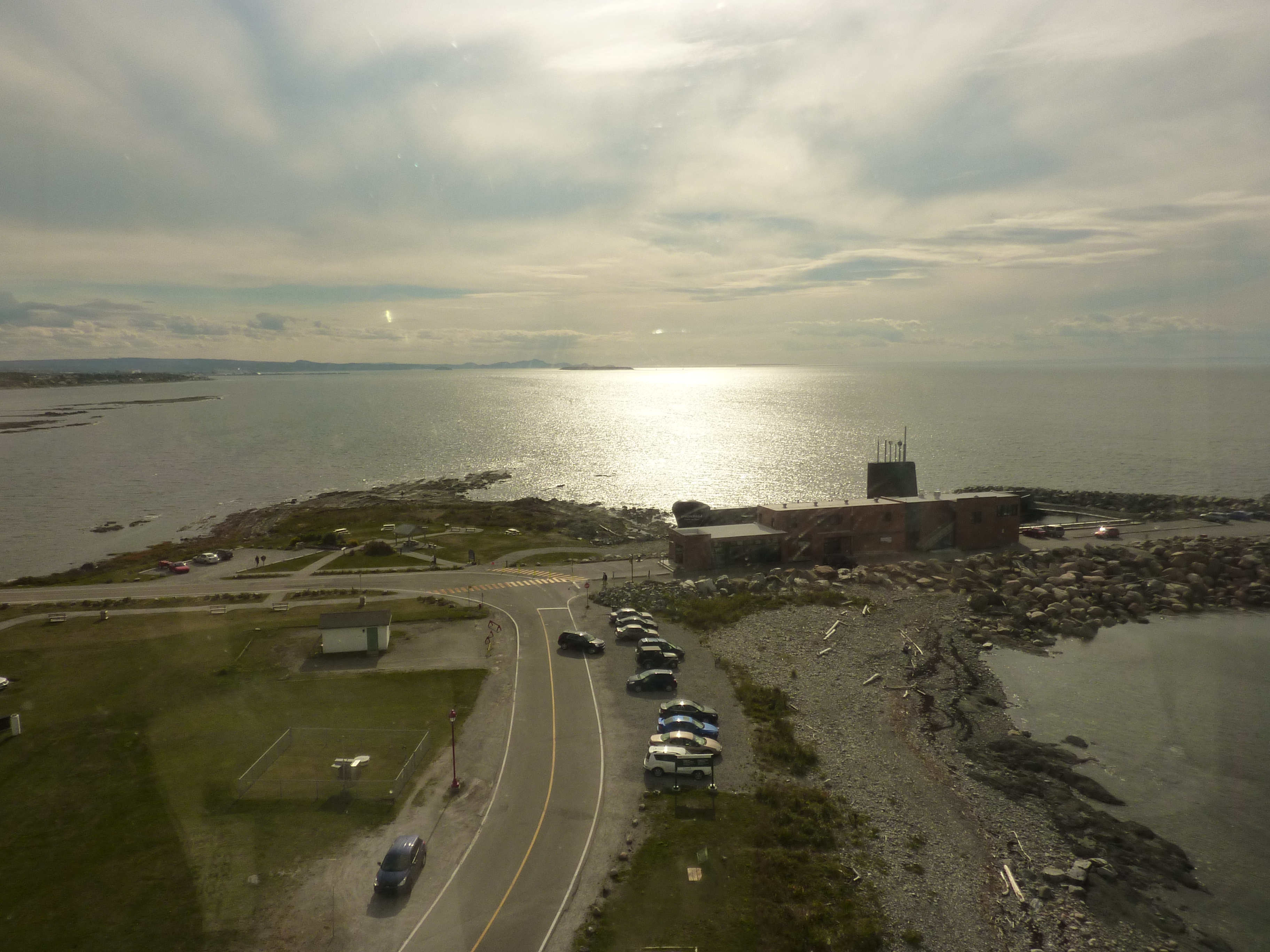
L’Onondaga en 2012 et la crête rocheuse initialement retenue pour son installation située à l'ouest du quai.

En plus d'aborder les étapes de réalisation du projet telles que le remorquage du sous-marin d'Halifax à Pointe-au-Père, prévu en 2006, et les aménagements nécessaires pour le transformer en navire-musée prévu en 2007, le musée identifie le site retenu pour l'installation du sous-marin, une petite crête rocheuse naturelle perpendiculaire au quai,. Le sous-marin serait alors entièrement hors de l'eau et protégé des marées par une digue créée par enrochement. Des ouvertures percées sur le côté du sous-marin ainsi que des passerelles permettraient aux visiteurs d'y avoir accès.
L'exposition mettrait l'accent sur la vie des marins à bord d'un submersible et sur les divers équipements électroniques ou mécaniques présents à bord,. Le projet inclut la construction d'un bâtiment d'accueil pour les visiteurs comprenant une salle de projection et un restaurant. Dans un second bâtiment appelé Storstad, nom rappelant le navire entré en collision avec l’Empress of Ireland, on retrouverait une salle d'exposition permettant de présenter la thématique de la bataille du Saint-Laurent. En soirée, des activités de simulation « d'attaque, d'incendie ou de lancement de torpilles » seraient offertes aux visiteurs. Les coûts du projet sont alors évalués à 2,6 millions de dollars.

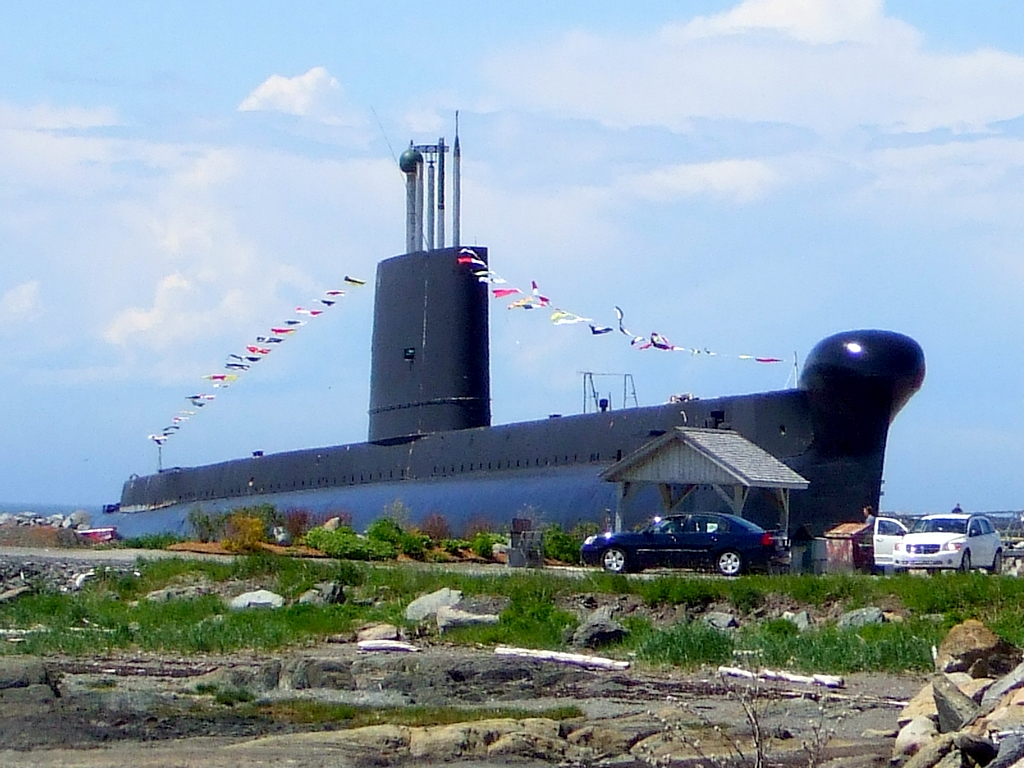
L’Onondaga sur son site d'installation à Pointe-au-Père.

Cependant, l'emplacement retenu pour l'installation du sous-marin provoque une controverse avec des résidents situés à proximité, et dès janvier 2006, le musée propose un nouveau site parallèle au quai, à la suite d'une entente conclue avec Transports Canada qui y effectue alors des travaux d'enrochement,. L'estimation des coûts supplémentaires qu'entraînent le nouveau site est de 1 million de dollars pour « l'excavation et la construction d'une digue de protection plus imposante » et le musée envisage alors de retarder la construction du pavillon d'accueil. Fin février, le SHMP présente le choix du nouveau site qui reçoit l'appui général de la population et répond aux objections des opposants du site initial et obtient l'aval de la ville de Rimouski. Le musée lance alors une campagne régionale de financement pour recueillir 600 000 dollars, soit la portion des coûts du projet que le SHMP doit défrayer dans le projet et qui démontre l'intérêt de la communauté dans celui-ci,.   
Toujours au début de 2006, le musée amorce des démarches pour obtenir les autorisations environnementales nécessaires à la réalisation du projet. Il s'associe au projet de réhabilitation du lac à l'Anguille afin de compenser les perturbations environnementales créées par l'installation du sous-marin, une exigence de Pêches et Océans Canada. L'attente des autorisations environnementales est plus long que prévu et retarde les discussions avec Développement économique Canada pour le financement du projet. L'Agence canadienne d'évaluation environnementale donne finalement son feu vert au projet en décembre 2006 en contrepartie de la participation du musée au projet du lac à l'Anguille et Transports Canada cède au musée les terrains nécessaires pour construire les passerelles d'accès, le bâtiment d'accueil et le site d'installation du sous-marin,. 
Au début de 2007, le musée reçoit une évaluation des coûts de remorquage et d'installation du sous-marin et d'aménagement du site qui s'élève à 2,9 millions de dollars, soit un million de plus que les prévisions antérieures, et indique qu'il espère obtenir 50 % de cette somme du gouvernement fédéral, 30 % du gouvernement provincial et le solde de 20 % étant à la charge du musée,. Ce dépassement de coûts oblige le SHMP à réduire l'envergure des installations prévues afin de ramener la facture à 3,3 millions de dollars, la somme minimale pour réaliser les divers éléments du projet. Le musée abandonne alors le projet de la présentation de la thématique de la bataille du Saint-Laurent et la construction du pavillon Storstad pour mettre entièrement l'accent sur l'exposition du sous-marin.
Au printemps 2007, le SHMP effectue ses premières démarches auprès du ministère du tourisme du Québec pour obtenir une partie des quelque 3 millions de dollars des coûts du projet, mais l'élection de mars 2007 retarde les décisions du gouvernement québécois,. Entretemps, deux consultants de la firme Tramer proposent au musée de haler le sous-marin sur un rail et de l'installer sur des berceaux de béton, une méthode beaucoup moins coûteuse qui permet d'installer le sous-marin pour 1 million de dollars.
La campagne régionale de financement est un succès, le musée annonçant en septembre 2007 que 600 000 dollars ont été amassés auprès de partenaires locaux malgré les difficultés rencontrées pour les convaincre de subventionner un projet non relié à la santé ou à l'éducation. Le SHMP annonce aussi les résultats de ses démarches auprès des ministères fédéraux et provinciaux sollicités pour subventionner le projet, mais faute de l'obtention d'appuis financiers des gouvernements en 2007, il doit retarder la réalisation du projet,. Le  remorquage du sous-marin est donc reporté à l'été 2008 à la suite de l'obtention d'un nouveau délai de la Défense canadienne. D'ailleurs, les dirigeants du musée mentionnent que la tâche de coordination des requêtes de subvention auprès des différents organismes s’avère fort difficile, chacun des ministères exigeant que l'ensemble des intervenants aient donné leur appui avant de confirmer le sien,.
Lors de l'automne 2007, le musée prend le nom de « Site historique maritime de la Pointe-au-Père » à la suite de consultations auprès de spécialistes en marketing et en tourisme, ce nom étant plus représentatif de l'identité du musée du fait de l'ajout de la thématique du sous-marin musée et permet de rappeler les 200 ans d’histoire maritime de Pointe-au-Père. Pendant ce temps, Transports Canada termine l'enrochement de l'ancien quai, ce qui rend plus facile les travaux d'installation du sous-marin qui doivent s'effectuer près de celui-ci. Le musée signe aussi un accord avec Transports Canada et devient locataire de la nouvelle jetée, ce qui lui ouvre la porte pour en faire un lieu d'animation,.
En décembre 2007, le gouvernement québécois annonce que quatre ministères appuient financièrement le projet mais que les fonds seront déboursés selon le niveau d'avancement des travaux, ce qui implique que le SHMP doit d'abord en financer leurs réalisations avant d'être remboursé. En avril 2008, le ministère du tourisme du Québec confirme une aide de 300 000 dollars, permettant ainsi aux dirigeants du musée de donner le feu vert à la firme Tramer pour commencer la construction du rail de halage du sous-marin.
Toujours en avril, l'Agence de développement économique Canada informe le musée qu'elle investit 1,6 million de dollars étalé sur deux ans pour soutenir le projet, le ministre Jean-Pierre Blackburn venant officialiser cette annonce le 16 mai à Rimouski,. En septembre 2008, le musée obtient une marge de crédit de 500 000 dollars nécessaire à l'exécution des travaux après avoir essuyé le refus de plusieurs institutions financières.

### Le remorquage et l'installation du sous-marin
Après avoir obtenu l'appui financier des gouvernements, l'équipe du SHMP se rend à Halifax à la fin mai 2008 pour y rencontrer la firme Beaver Line et finaliser les détails du remorquage de l’Onondaga. C'est aussi lors de ce voyage qu'elle rencontre pour la première fois les réalisateurs de Windfall Films qui désirent réaliser un documentaire pour la série télévisée Ça bouge en grand ! sur l'opération de remorquage et d'installation de l’Onondaga. En juin 2008, l'équipe de Tramer commence les travaux d'excavation du rail de halage, effectués à marée basse jusqu'à la fin juin, afin de protéger la fraie du capelan. Selon l'entente avec la Beaver Line, le sous-marin doit être à Rimouski le 1er juillet, ce qui implique un départ d'Halifax avant le 20 juin, mais le remorqueur affecté au touage du sous-marin est retenu pour d'autres travaux et l'opération prend du retard.
Ce n'est que le 9 juillet qu'un autre remorqueur, le John Newberry, quitte le port d'Halifax tirant derrière lui l’Onondaga, en route pour un trajet de plus de 1 000 kilomètres,. Le remorquage du sous-marin est filmé par les cadreurs de Windfall Films qui ont pris place à bord du remorqueur,. Le voyage est interrompu par une tempête forçant le convoi à s'arrêter à Canso. La tempête continue de sévir et pour rattraper le temps perdu, le convoi emprunte le canal de Canso (en) qui traverse le détroit du même nom en évitant ainsi le trajet qui contourne l'île du Cap-Breton.

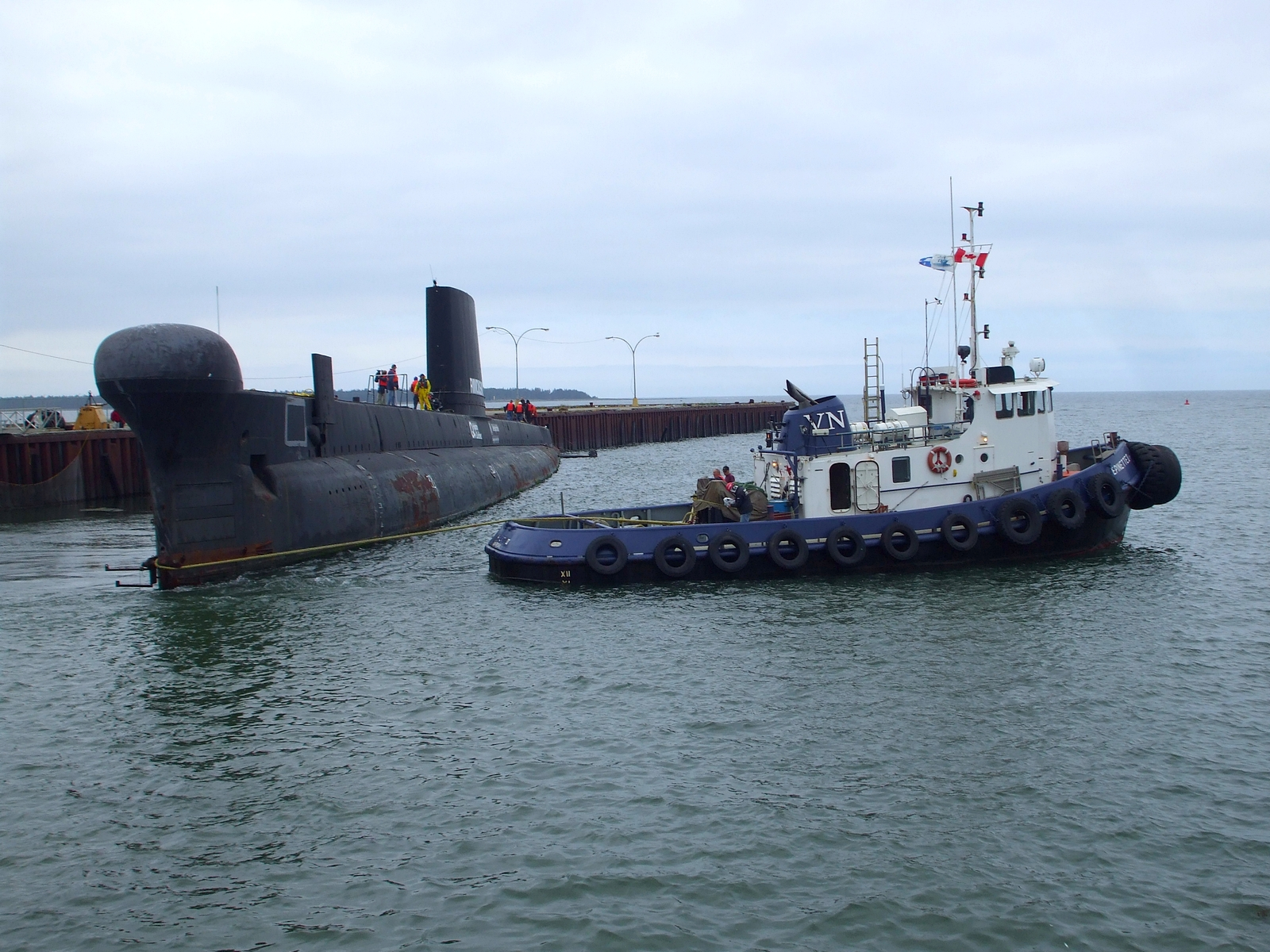
Le remorqueur et l’Onondaga au départ du quai de Rimouski le 29 août 2008.

Le remorquage vers Rimouski se poursuit et, le 16 juillet, les médias de la ville annoncent le passage du sous-marin près de Percé et son arrivée à Rimouski pour le lendemain. Il arrive au quai de Rimouski vers 19 h 30 le 17 juillet et est accueilli par de nombreux résidents, le projet ayant fait l'objet de plusieurs reportages dans les médias locaux,.
Le remorquage vers l'emplacement du sous-marin à Pointe-au-Père est prévu pour le début d'août, lors d'un épisode de grande marée qui doit faciliter son halage, et pendant ce délai les employés de Tramer s'affairent à installer le rail et les berceaux de béton,. Les préparatifs de l'installation consistent aussi à mettre en place un câble et un palan pour tirer l’Onondaga vers la terre ferme, travaux qui se terminent le 30 juillet.
Des conditions météorologiques défavorables empêchent toutefois la réalisation du halage au début d'août. Les prochaines grandes marées n'étant prévues qu'à la fin octobre, un délai trop long pour le musée, Tramer décide de « rallonger les rampes d'une dizaine de mètres vers le large » afin de pouvoir tirer le sous-marin lors de la prochaine marée haute prévue pour la fin août,.

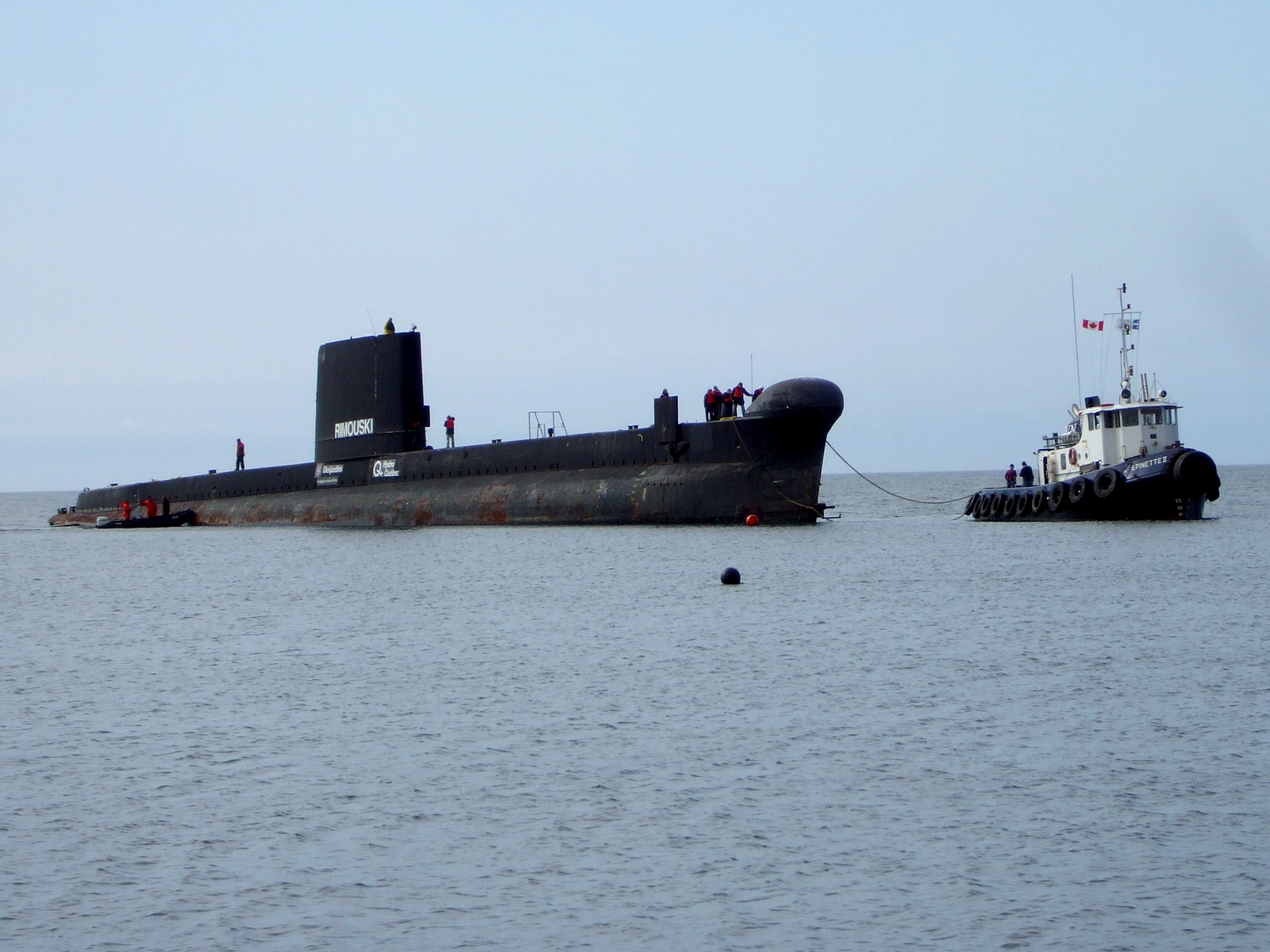
Remorquage de l’Onondaga entre Rimouski et Pointe-au-Père le 29 août 2008.

Le 29 août, l’Onondaga est remorqué de Rimouski à Pointe-au-Père pour commencer l'installation,, la totalité des travaux d'installation du sous-marin étant filmée par les cadreurs de WindFall Films. Selon l'échéancier de Tramer, l'installation du sous-marin doit s'effectuer en trois jours. L'équipe d'installation prévoit profiter des épisodes de hautes marées pour soulever le sous-marin lors du halage et permettre de le positionner lentement sur cinq chariots de métal disposés sur le rail et qui vont faciliter le glissement vers le site prévu pour son exposition.

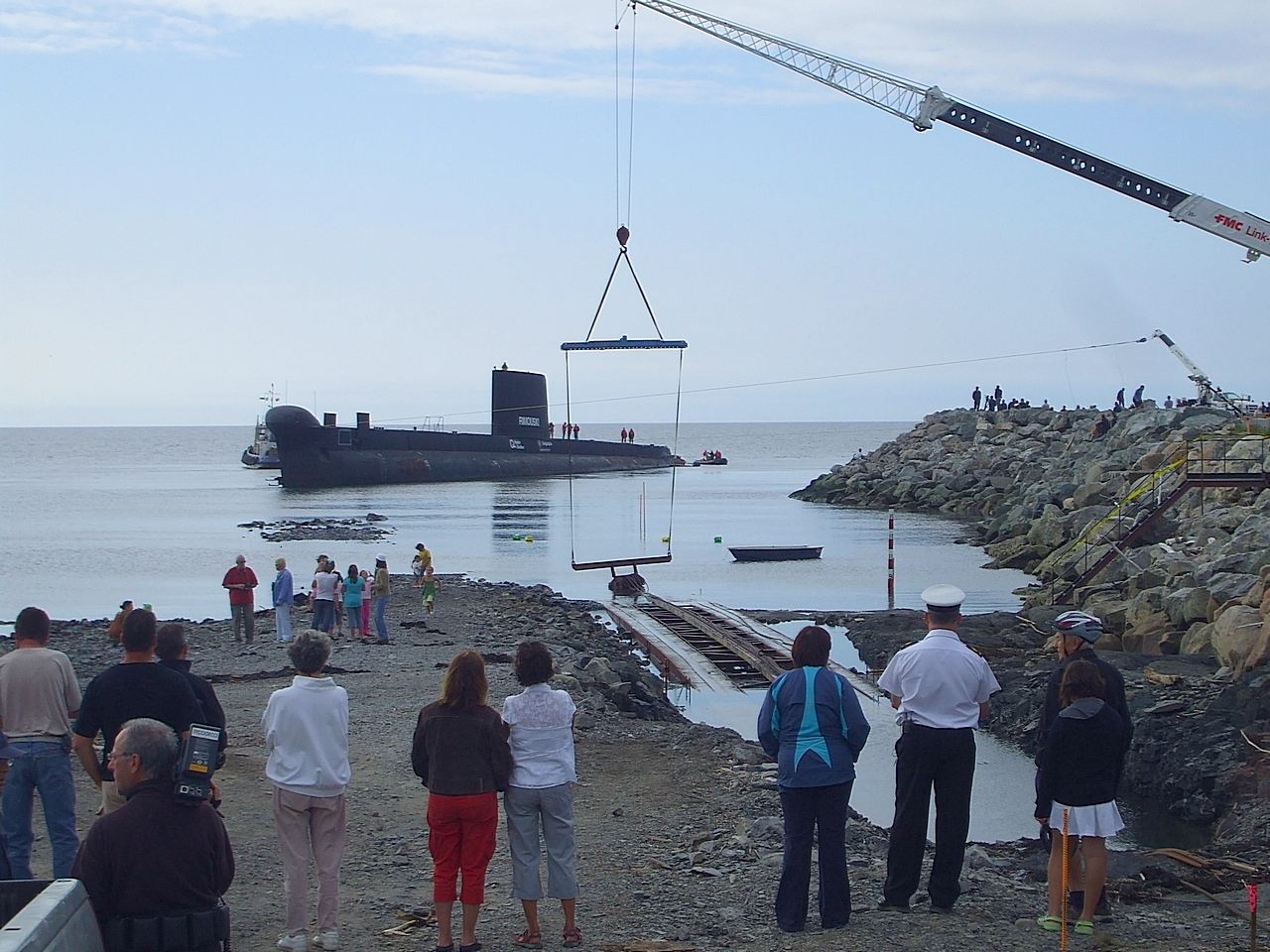
Arrivée de l’Onondaga à Pointe-au-Père le 29 août 2008.

La première étape du halage, effectuée dans la nuit du 30 août, se passe plutôt bien et permet d'aligner le sous-marin sur les chariots et de le faire avancer d'une dizaine de mètres. Le travail de halage se poursuit le lendemain et, pendant la nuit, le sous-marin est tiré sur plus de 25 mètres. Le 31 août, après la fin des travaux de halage, le sous-marin se renverse sur le côté à cause de son mauvais positionnement sur les chariots de métal, l'un de ces derniers ayant cédé sous le poids du submersible,.
Les dirigeants du musée et de Tramer estiment alors qu'il doit être ramené au quai de Rimouski lors de la prochaine marée haute de la mi-septembre pour permettre la réparation des chariots. L'installation du sous-marin ne reprendrait alors qu'aux prochaines grandes marées prévues à la mi-octobre,.

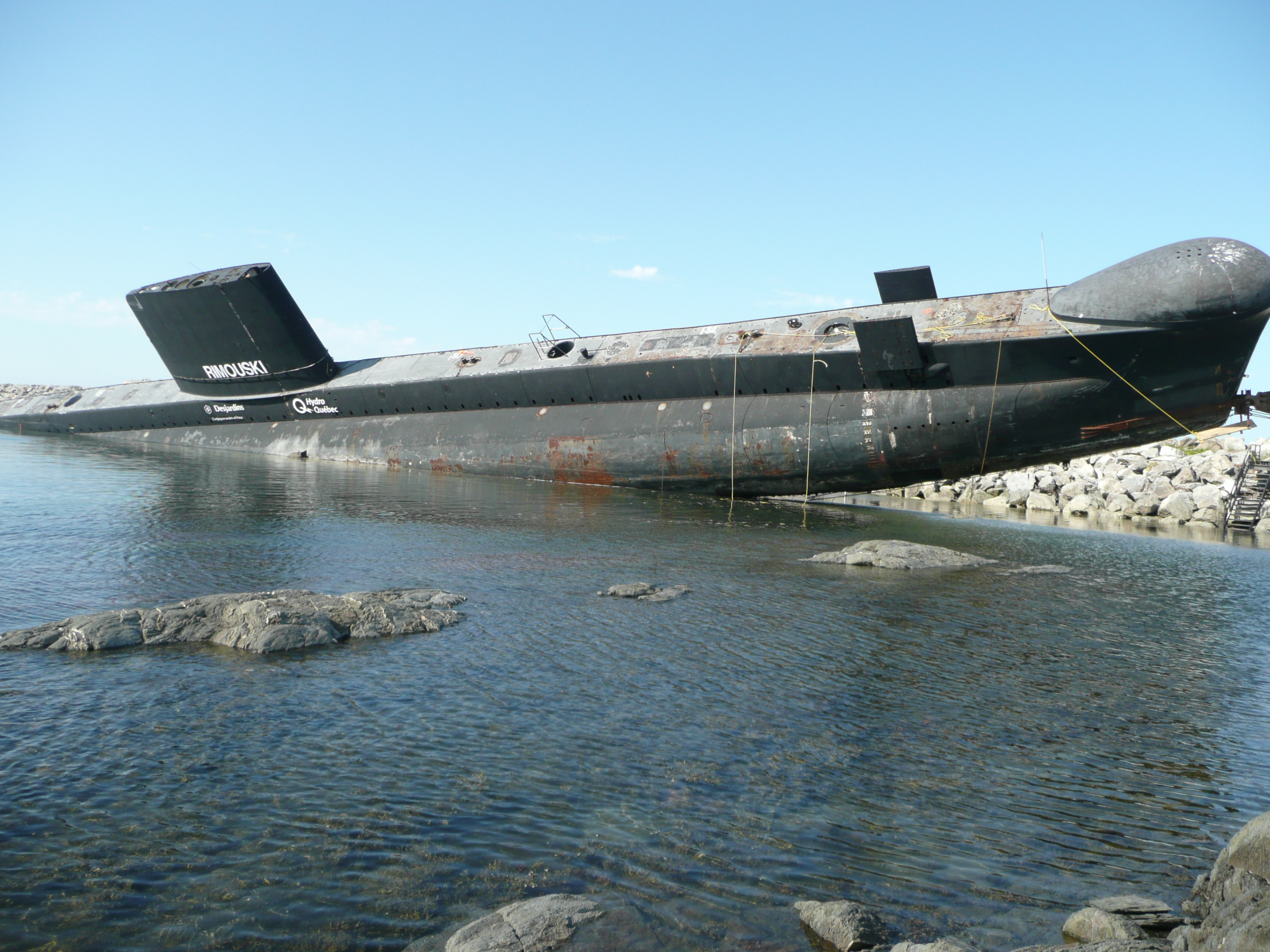
L’Onondaga renversé sur la berge à Pointe-au-Père.

Le renversement de l’Onondaga fait en sorte que les médias québécois couvrent les activités d'installation du sous-marin de façon plus assidue et que plusieurs personnes commencent à publier des commentaires et diffuser des photos sur internet. Le musée désire ramener le sous-marin à Rimouski, mais il faut d'abord le redresser, et les premières tentatives du 18 septembre sont un échec. Le 2 octobre, une nouvelle tentative de redressement échoue à cause du blocage d'un câble dans l'engrenage du palan, mais des vérins hydrauliques sont installés pour maintenir le sous-marin qui s'est tout de même redressé, son niveau de gîte n'étant plus que de quinze degrés.
Tramer modifie ses plans et tente de profiter de la marée haute et de l'injection d'air dans les ballasts pour soulever le poids du sous-marin et augmenter sa flottabilité afin de placer des rouleaux de métal sous le submersible et le tirer plus facilement vers la mer,. Des tentatives pour redresser le sous-marin ont lieu lors des jours suivants, mais ne permettent qu'un redressement partiel du submersible. Finalement, le sous-marin est redressé le 10 octobre.
Le retard pris dans le projet d'installation, l'automne est déjà très avancé, amène la direction du musée à prendre la décision de reporter l'installation au printemps 2009. L'installation se ferait en mai et l'ouverture de l'exposition, initialement prévue en juin, aurait lieu en juillet, le retard rendant impossible l'aménagement de l'intérieur du sous-marin au printemps 2009,.
Avant tout, le sous-marin doit être ramené en lieu sûr au quai de Rimouski, car il ne peut passer l'hiver à Pointe-au-Père dans cette position. Une nouvelle tentative pour le déséchouer a lieu le 17 octobre avec l'aide d'un remorqueur, mais ne permet pas de tirer le sous-marin vers le large. Le lendemain, les dirigeants de Tramer et du musée constatent que les travaux de la journée précédente ont réaligné le submersible dans l'axe du rail et que le halage vers son site d'exposition peut reprendre,. 
Les employés de Tramer élaborent une nouvelle méthode de halage du sous-marin, car deux des chariots de métal sont inutilisables et tous les incidents survenus pèsent fort sur les finances du musée. Les conditions météorologiques défavorables empêchent la reprise du halage du sous-marin jusqu'au 4 novembre alors qu'il est replacé bien droit au-dessus du rail. Des ingénieurs et des plongeurs de la marine canadienne viennent prêter main-forte à Tramer pour les calculs de charge et la suite des opérations qui doivent s'effectuer lors des grandes marées de la mi-novembre.
Le 12 novembre, le sous-marin est tiré sur le côté afin de positionner sa quille directement au-dessus du rail et le 14 l'équipe de Tramer enlève d'importants blocs de roc qui obstruent la voie de halage,. L'opération progresse « à pas de tortue » et, le 16 novembre, il y a toujours une distance de quinze mètres qui sépare le sous-marin de son emplacement final,. Le halage doit reprendre lors des hautes marées de la fin novembre et dans l'entretemps Tramer s'affaire à réparer les bris au rail et à enlever le gravier qui s'y accumule ainsi qu'à s'assurer que le sous-marin garde bien la  verticale. Le halage recommence le 27 novembre et s'effectue très lentement, les dirigeants du musée désirant qu'un plongeur vérifie l'état des chariots de métal tous les cinquante centimètres.
Le 30 novembre, le sous-marin parcourt une dizaine de mètres avant qu'« un énorme bruit de métal » se fasse entendre à la suite de la sortie des chariots hors des rouleaux qui les guident sur le rail. Bien que le sous-marin soit toujours à dix mètres du but, les risques de renversement sont élevées si le halage se poursuit et les dirigeants du musée décident qu'il est préférable de s'accommoder de sa position actuelle comme emplacement final,.
L'opération de halage, prévue à l'origine durer trois jours, s'est étalée sur trois mois et les dépassements des coûts d'installation sont évalués à 250 000 dollars, somme que le musée doit emprunter auprès d'une institution financière,. Le musée lance donc en décembre 2008 une seconde campagne de financement afin de recueillir les 100 000 dollars manquant à la portion du montant qu'il doit investir dans le projet compte tenu du dépassement des coûts d'installation. En 2011, Serge Guay, mentionne que les difficultés techniques rencontrées pour l'installation aurait été évitées si le SHMP avait attendu d'avoir le financement nécessaire pour réaliser le projet selon la première méthode identifiée, une cale sèche.

### L'aménagement du sous-marin et l'exposition

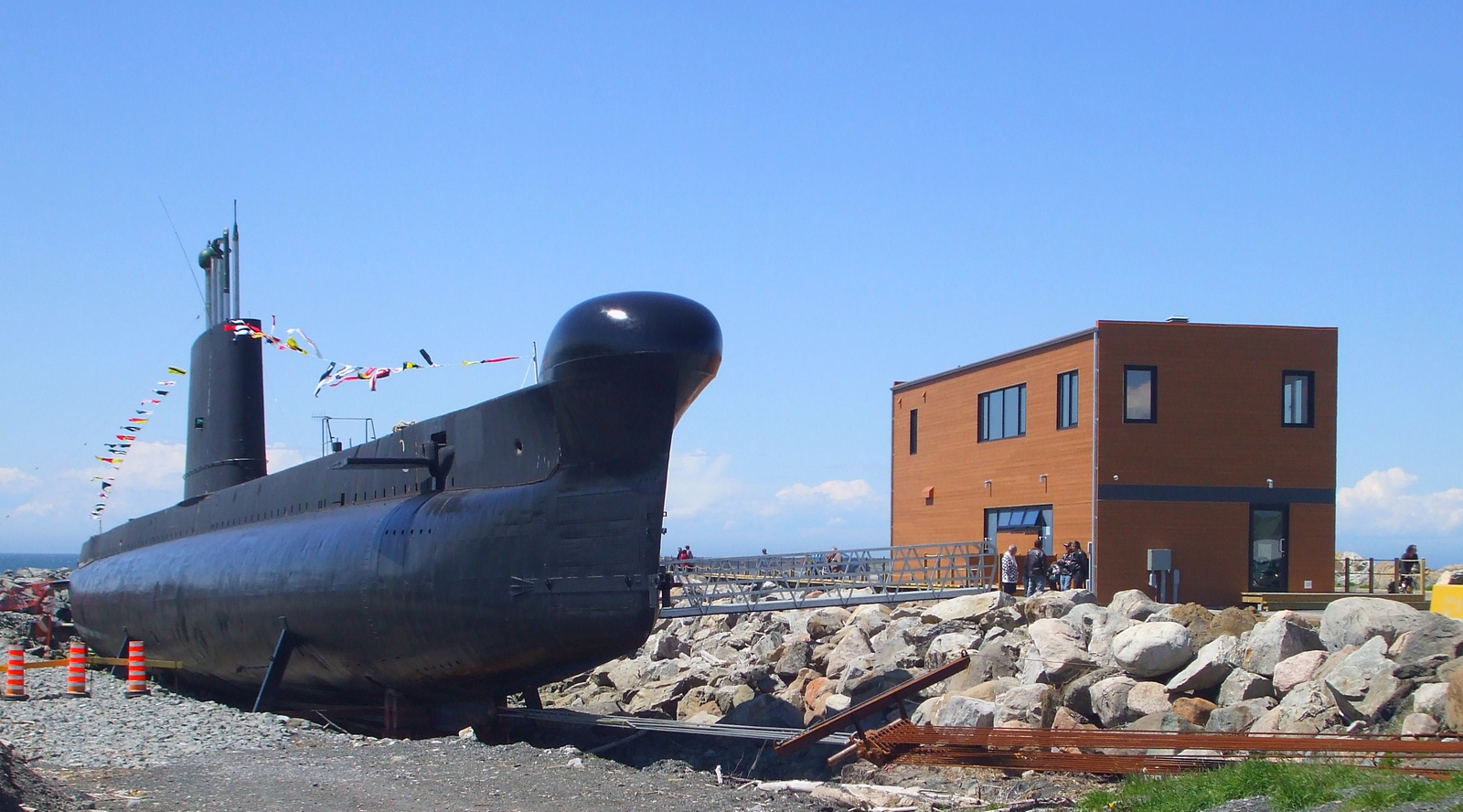
L’Onondaga et le bâtiment d'accueil en 2009.

Le 12 décembre, de solides supports de métal sont installés à l'avant et à l'arrière de l’Onondaga pour assurer sa stabilité,. Des travaux urgents sont réalisés afin de protéger le sous-marin de la mer et des glaces, le SHMP faisant appel à Tramer pour construire une digue de roche autour du sous-marin. Le musée doit aussi planifier la construction du bâtiment d'accueil des visiteurs retardée par les problèmes d'installation de l’Onondaga. L'architecte Richard Goulet prend en charge ce volet du projet malgré des délais très serrés et les contraintes budgétaires du musée qui l'obligent à choisir le concept de bâtiments commerciaux préfabriqués et à minimaliser les dimensions du bâtiment.
Au début de 2009, une visite de l'intérieur du sous-marin permet aux dirigeants du musée de constater que des milliers d'heures de nettoyage sont nécessaires avant son exposition. Les travaux de nettoyage s'effectuent lors des deux mois suivants en respectant un budget très serré,. Au même moment, un entrepreneur en électricité détermine que la totalité de l'installation électrique doit être refaite. Le réseau de câbles et de boîtes de contrôle est remis à neuf ainsi que le système d'éclairage tout en conservant les installations d'origine. Les travaux extérieurs avancent, eux aussi, à un bon rythme et la digue d'enrochement qui vise à protéger le sous-marin est presque terminée à la mi-février.

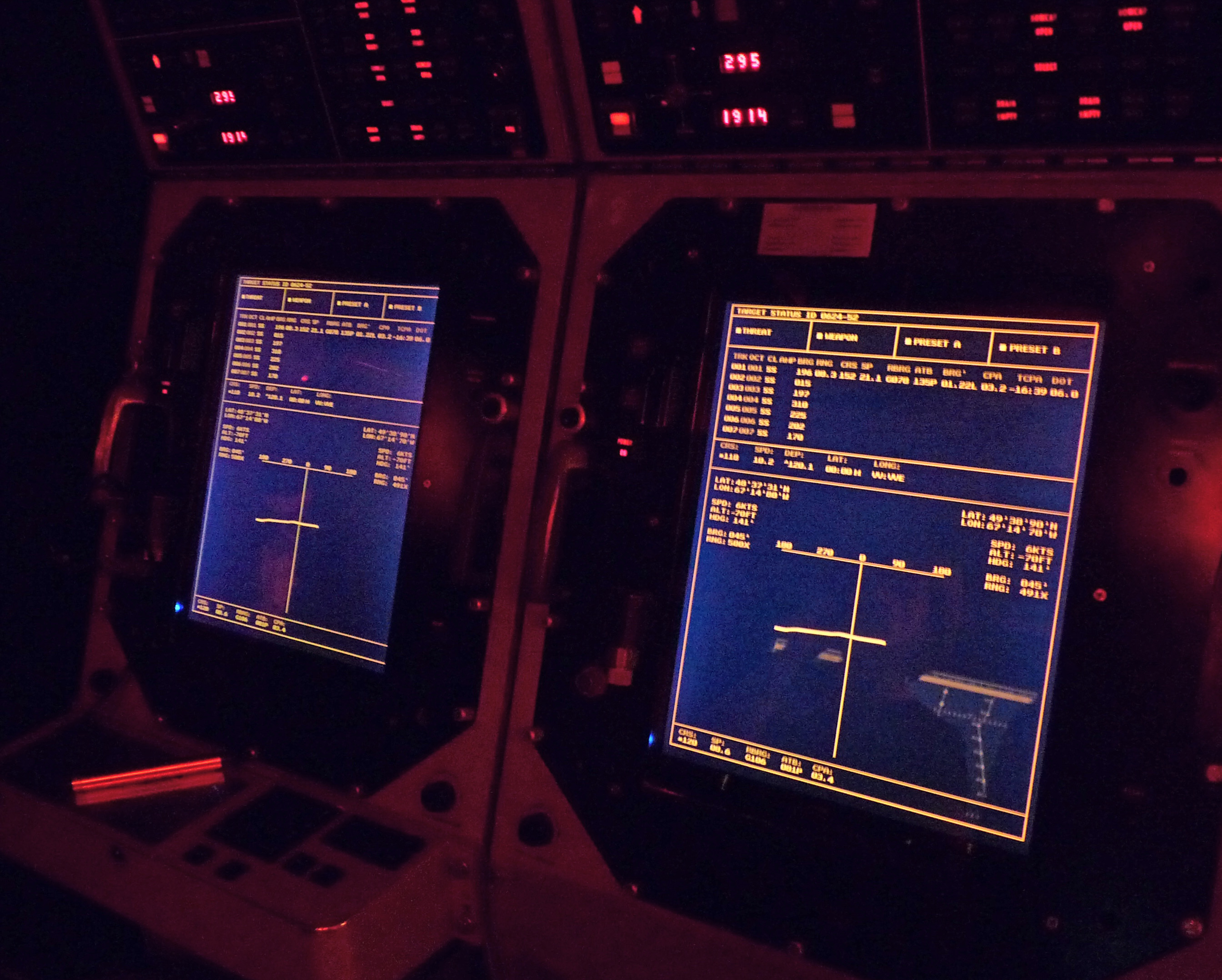
Écrans de contrôle de l’Onondaga.

Toujours en février 2009, le musée commence à réaliser les éléments liés à la visite du sous-marin. Un expert local en appareillage électronique aide le musée à réaliser les travaux qui redonnent vie aux instruments électroniques du sous-marin, écrans radars, sonars et tableaux de contrôle pour le lancement des torpilles et qui sont au cœur du projet d'interprétation,. Tous ces travaux ont pour but de « rendre l’expérience de découverte du sous-marin plus réaliste » pour les visiteurs,. La réalisation de l'audioguide, en particulier le scénario et la bande-son prennent beaucoup de temps, quatre comédiens différents prêtant leur voix au personnage principal, la voix « idéale » n'étant trouvée qu'à la suite d'un essai d'un des animateurs du SHMP.

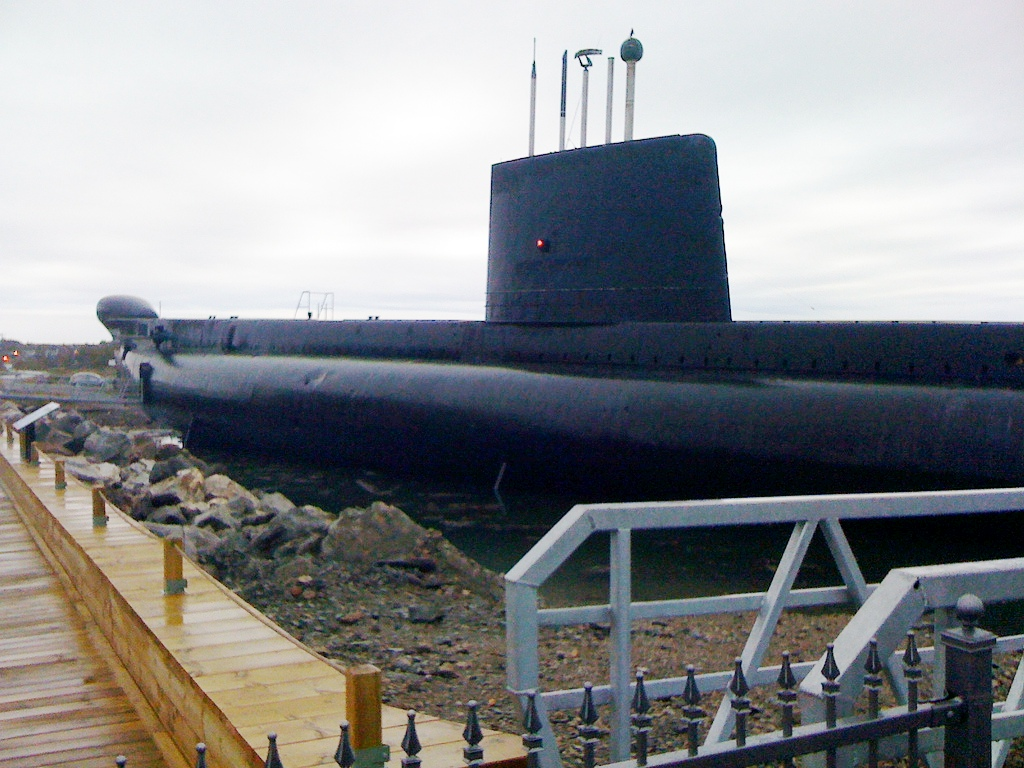
Rampes d'accès pour la visite de l’Onondaga.

La firme Goscobec réalise les fondations du bâtiment d'accueil au début d'avril et les quatre modules de ce dernier sont installés le 22 avril. En mai, un mécanicien de marine habitant Rimouski prête main-forte au musée pour faire fonctionner les mâts du radar et des périscopes et un autre mécanicien trouve une méthode permettant de faire tourner le radar. À la mi-mai, c'est la passerelle parallèle au sous-marin et la structure des portes d'accès des visiteurs qui sont installées. La passerelle arrière et son support de béton sont installés à la fin mai.
L'exposition est inaugurée le 13 juin 2009,, dans un contexte où les attentes du SHMP sont très élevées en termes de fréquentation. D'ailleurs les difficultés d'installation du sous-marin ont été très médiatisées et ont contribué à faire connaitre le SHMP,,.

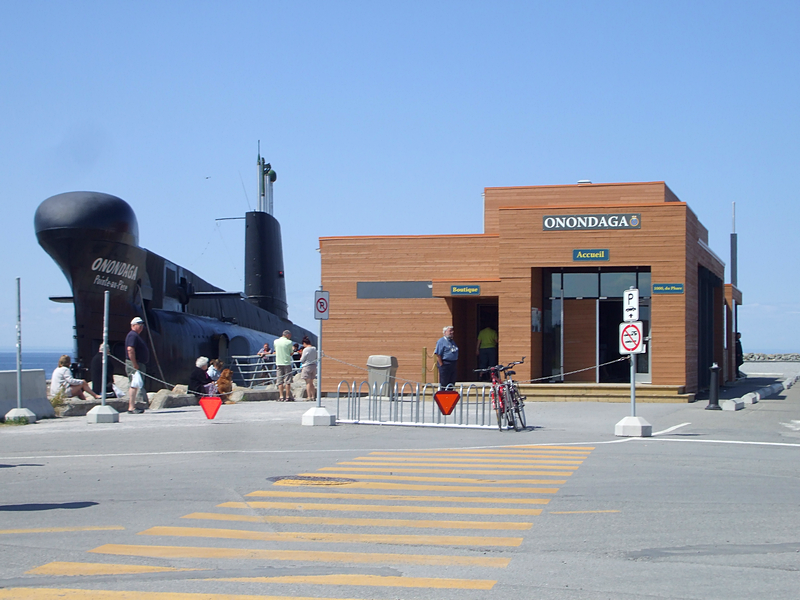
L’Onondaga et son bâtiment d'accueil agrandi en 2010.

La première année d'exposition du sous-marin s'avère un succès, plus de 92 000 personnes le visitant,. Après avoir remporté quatre prix régionaux du tourisme décernés par la région du Bas-Saint-Laurent en mars 2009, le succès de l'exposition permet au musée de remporter le Lauréat Or des Grands prix du tourisme québécois 2010. Cette réussite génère aussi des retombées économiques évaluées à 15 millions de dollars pour la région du Bas-Saint-Laurent,. À la suite du succès de l’Onondaga, le Musée militaire Elgin de St. Thomas en Ontario désire lui aussi convertir un Oberon, le NCSM Ojibwa, en navire musée.
Le succès de la première année d'exposition de l’Onondaga amène le musée à agrandir le pavillon d'accueil en ajoutant une aile au sud du bâtiment d'origine. La nouvelle aile abrite une aire d'attente accessible à 200 personnes où l'on présente le documentaire de Windfall Film sur le remorquage et l'installation de l’Onondaga à Pointe-au-Père.

## Travaux de soulèvement
À l'automne 2024, des travaux de soulèvement de l'Onondaga ont été initiés au Site historique maritime de la Pointe-au-Père pour préserver le sous-marin des effets des marées et de l'eau salée, qui avaient causé des dommages à sa coque au fil des années. Le chantier se poursuivra jusqu'au printemps 2025. La nouvelle configuration permettra de soulever l'avant du sous-marin d'environ trois mètres, offrant un accès total à son pourtour. Ce repositionnement facilitera l'entretien futur tout en offrant aux visiteurs une perspective inédite sur des composantes telles que les hélices, le gouvernail et les hydroplanes.

## La visite du sous-marin

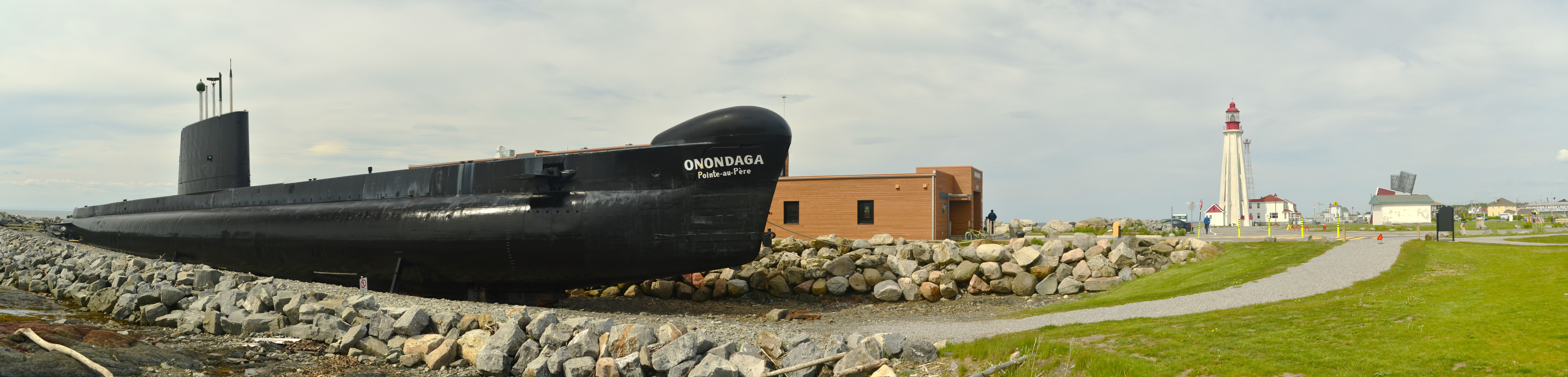
L’Onondaga, le phare de Pointe-au-Père et le pavillon Empress of Ireland en arrière-plan.

Les visiteurs sont d'abord reçus dans le nouveau pavillon d'accueil de l’Onondaga. Pendant la période d'attente, avant de monter à bord, ils peuvent visionner le documentaire diffusé dans le cadre de la série télévisée Ça bouge en grand ! et dont le titre original britannique est Monster Moves. Ce documentaire d'une heure, dont le titre  original anglais est Supersize Submarine, raconte les péripéties du touage de l’Onondaga depuis Halifax durant l'été 2008 et son installation à Pointe-au-Père lors de l'automne 2008.
La visite permet de découvrir l'intérieur du sous-marin Onondaga, les visiteurs pouvant alors faire une idée du quotidien d'un équipage de 70 marins devant vivre dans l'espace restreint d'un sous-marin de guerre,. Ils se voient aussi plongés dans l'ambiance des années 1970 et de la Guerre froide.

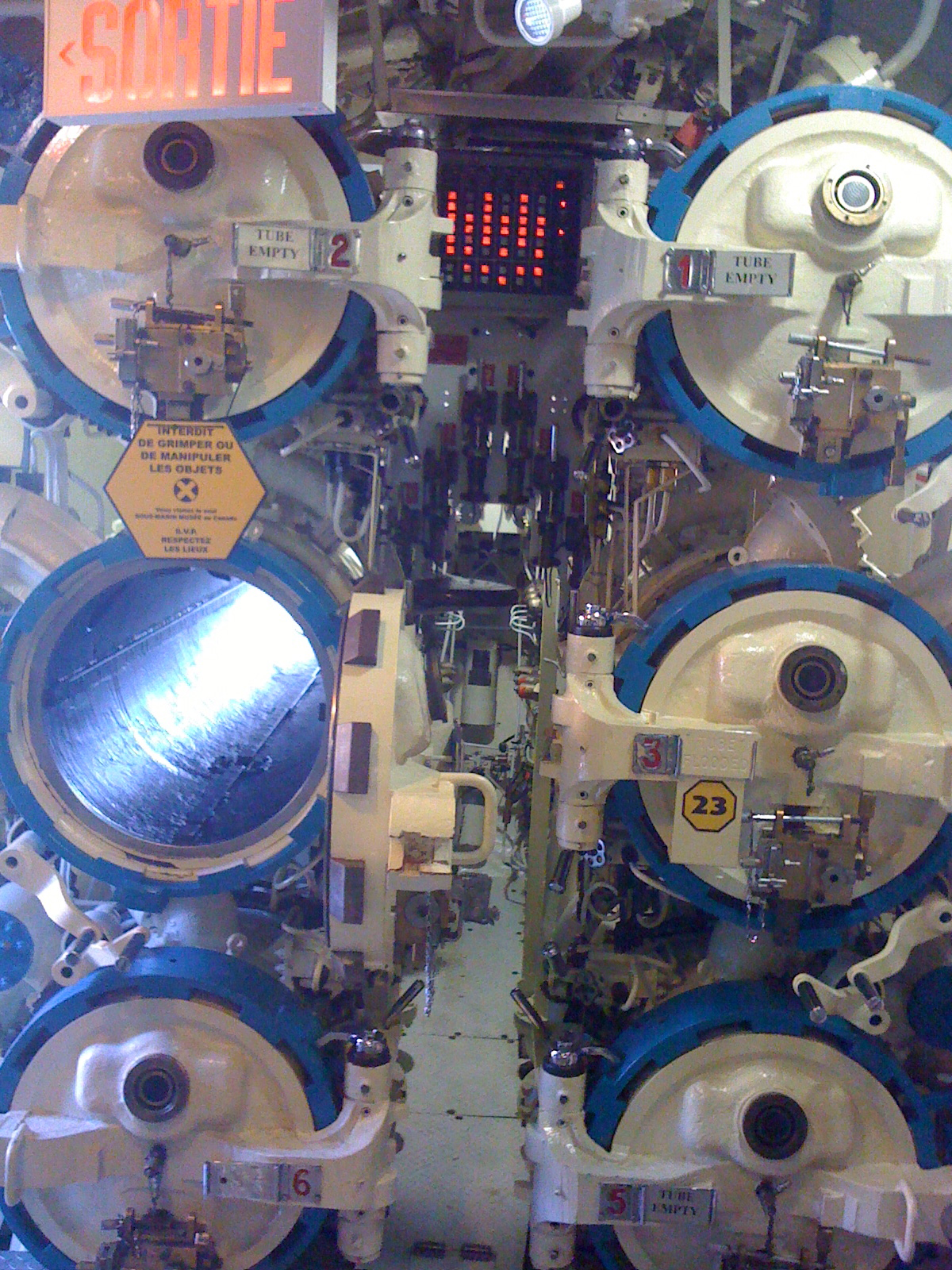
Les tubes lance-torpille à l'avant de l’Onondaga.

Après avoir pris possession de l'audioguide, les visiteurs se dirigent vers le compartiment arrière du submersible via une passerelle, la visite s'effectuant de l'arrière vers l'avant du sous-marin pour tenir compte de l'espace exigu de circulation à l'intérieur. 
Tout au long du parcours, des pistes sonores font découvrir le fonctionnement du sous-marin : de la salle des machines avec ses moteurs diesels et électriques aux équipements de la salle de contrôle (sonar, périscopes et appareils de communications) pour se rendre ensuite au quartier de l'équipage et finalement dans la salle des torpilles située à l'avant du sous-marin où se termine la visite.
Les visiteurs peuvent aussi passer une nuit à bord du sous-marin et y vivre l'expérience d'un sous-marinier,. L'activité est dirigée par un animateur qui apprend à chacun les rudiments des opérations nécessaires au fonctionnement d'un submersible. Le visiteur termine la nuit en prenant possession de l'une des couchettes se trouvant dans les quartiers de l'équipage du sous-marin.

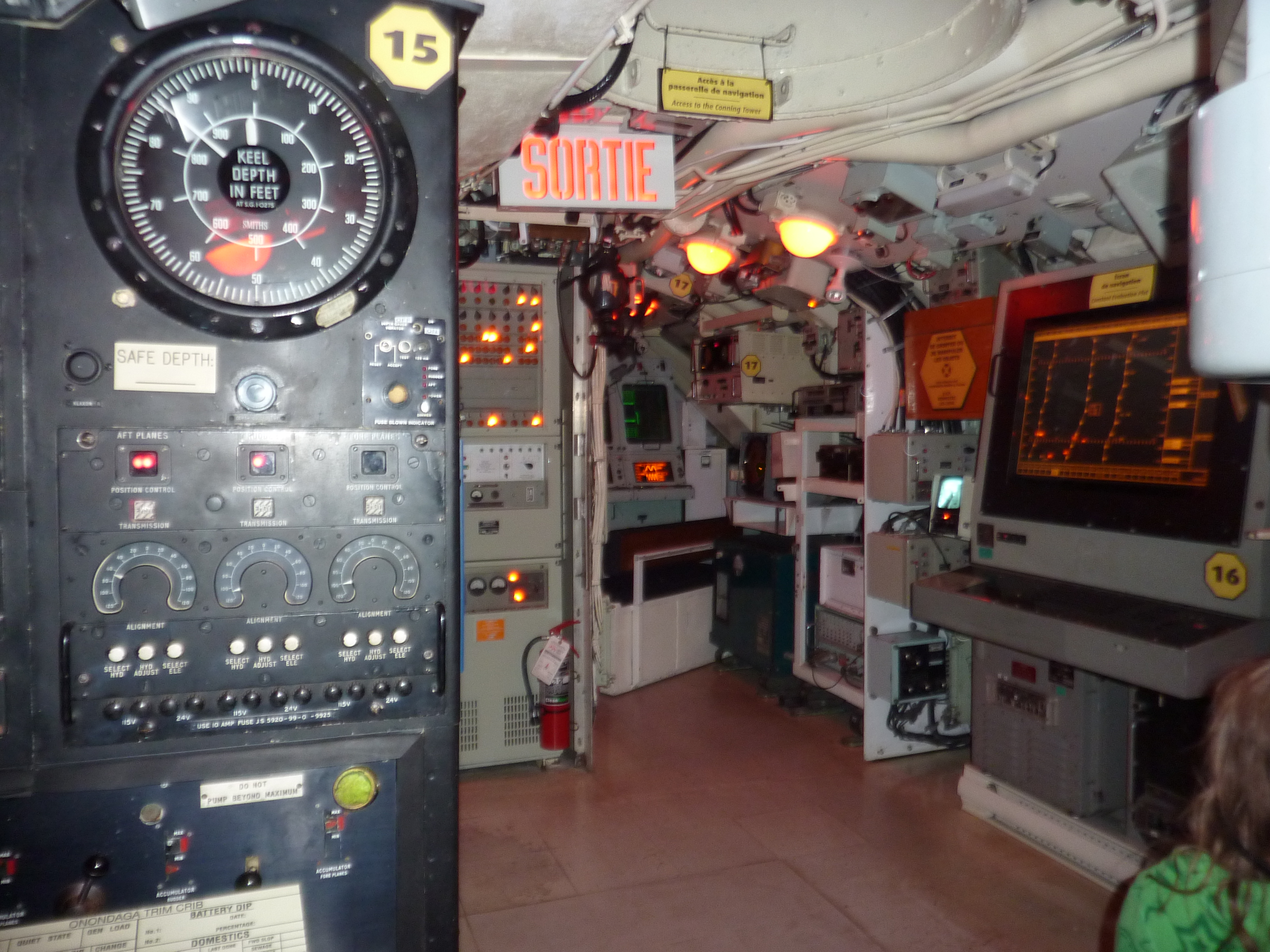
Salle de contrôle de l'Onondaga.
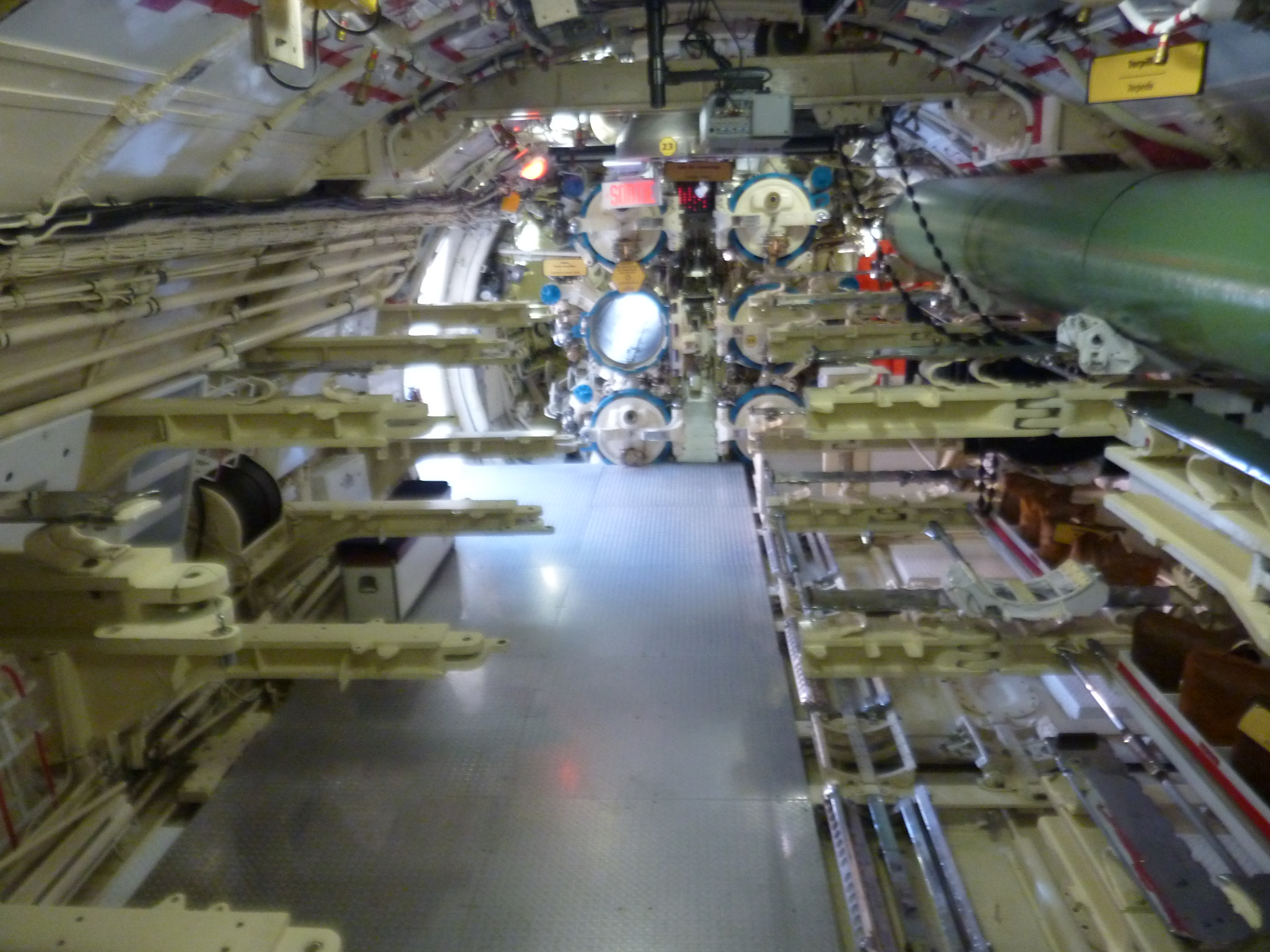
La salle des torpilles à l'avant de l'Onondaga.
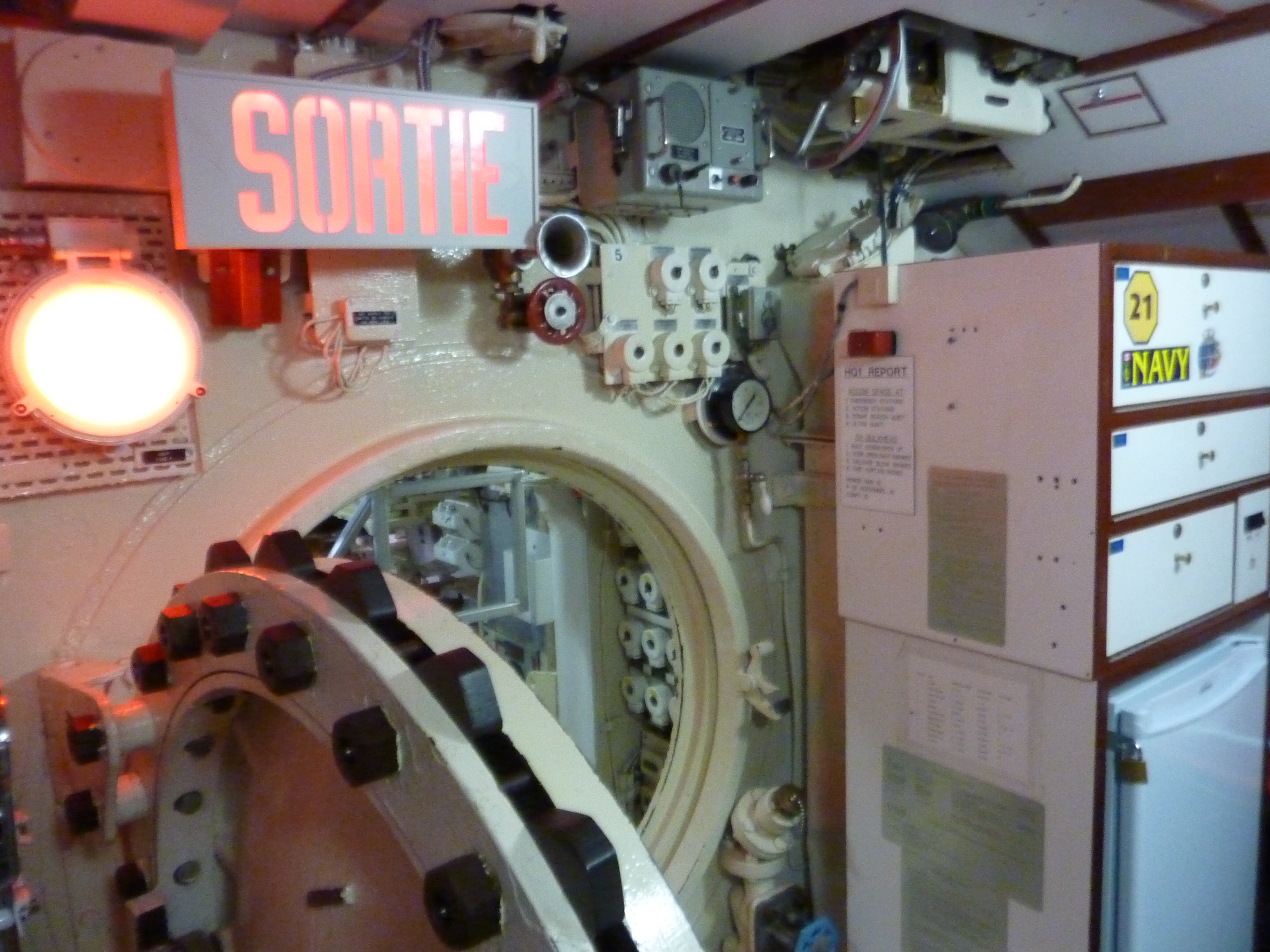
Écoutille entre deux sections du NCSM Onondaga.